# Jáspis-barlang
A Jáspis-barlang Magyarország fokozottan védett barlangjai közül az egyik. A Bükki Nemzeti Park területén található. Magyarország hatodik és a Bükk-vidék harmadik legmélyebb barlangja. Hazánk hetedik és a Bükk-vidék harmadik legnagyobb vertikális kiterjedésű barlangja. Volt az ország negyedik és a Bükk-vidék második legmélyebb barlangja is.

## Leírás
A Nagy-fennsíkon lévő Nyavalyás-tetőn, a Szárdóka-hegy északi lejtőjén, egy töbörben nyílik a bejárata. A Balekina-barlang bejáratától körülbelül 140 méterre van a mesterségesen kifalazott bejárata. A kis méretű töbörben a barlang bejáratához egy rövid patakmeder vezet. A patakmederben időszakosan folyó víz a barlang bejáratáig csak néha jut el. A patak medrében elnyelődött víz a barlang Ében-termében és a Lechuguilla-ágában tűnik fel ismét. A Fő-ágban lévő barlangi patak vízhozama olykor eléri a 200–300 litert percenként. A végponti szifonban eltűnő víz a Balekina-barlang vizével együtt a Garadna-patakba torkolló Wekerle-forrásban jelenik meg. A barlang napjainkban történő fejlődésében a kőzetleváláson és az oldáson kívül az eróziónak is fontos a szerepe.
Triász mészkőben jött létre. A sötétszürke befoglaló kőzete változatos, a barlang bejárati részén nem homogén, a barlang belsőbb részein, a néhol márgás mészkőben kalciterek, tűzkőrétegek és agyagpala tűnik fel. Körülbelül 140 méteres mélységben a barlang tetején ősmaradványok, ammoniteszek, kagylótöredékek és csigatöredékek figyelhetők meg. A járatok leginkább réteglap mentén találhatók. Lépcsőzetes aknasorú barlang, amelyre a bejárati szakasz kivételével a nagy keresztmetszetű járatok jellemzőek.
Sok helyen gazdag cseppkőképződményekben, amelyek között gyakoriak a több méter magas és fél méternél vastagabb állócseppkövek. Néhány helyen barlangi gyöngyök vehetők észre. A bükk-vidéki barlangok között egyedi abban, hogy kalcit és aragonit anyagú, 50–150 milliméter hosszú heliktitek képződtek benne. Ezek a Heliktites-teremben kialakult képződmények és a víznyelő környékéről bekerült, több kilogrammot is elérő jáspis, azaz hidrokvarcit kavicsok jelentik legnagyobb tudományos értékét. A hideg vízből kivált aragonit ritka, Magyarországon nem található máshol ilyen képződmény. A Martonházi-aragonitbarlangban van a másik előfordulási helye.
A lezárt barlang csak a Bükki Nemzeti Park Igazgatóság engedélyével és tudományos kutatás miatt látogatható. Az omlásveszélyes járatrendszer bejárásához kötéltechnikai eszközöket kell alkalmazni. A Szűkület nevű rész előtt van lezárva nem ajtóval, hanem egy zártszelvénnyel. A Bükk-vidék harmadik legmélyebb barlangja a Bányász-barlang és az István-lápai-barlang után.
Előfordul irodalmában Szilfás-nyelő (Ferenczy 2003) és Szilfás-víznyelő (Kordos 1984) neveken is. Nevét a benne előforduló jáspis kavicsokról kapta.

## Kutatástörténet
Az 1970-es évek elején a Marcel Loubens Barlangkutató Egyesület barlangkutatói bontották az időszakosan aktív Szilfás-víznyelőt, de ekkor még nem tudtak a barlangba bejutni. Az 1984-ben megjelent Magyarország barlangjai című könyv országos barlanglistájában szerepel a Bükk hegységben lévő barlang Szilfás-víznyelő néven. A listához kapcsolódóan látható az Aggteleki-karszt és a Bükk hegység barlangjainak földrajzi elhelyezkedését bemutató 1:500 000-es méretarányú térképen a barlang földrajzi elhelyezkedése.
1993 augusztusában az egyesület tagjainak sikerült elérniük a barlangot. A barlangot Apró Zoltán, László Róbert, Liksay László és Lipták Roland fedezte fel, akiknek Kovács Zsolt mutatta meg a bontási helyet. A Nagy-akna tetejéig tudott a feltárás napján egyikük eljutni. Második felfedező útjuk alkalmával már a majdnem 200 méteres mélységben található végpontig le tudtak hatolni kötél segítségével. A felfedezés idején 183 méter mélységűnek és 600–800 méter hosszúnak becsülték. 1993 decemberében pontosan fel lett mérve egy része és alaprajzi poligonmenet alapján 190,2 méter mély és 626,6 méter hosszú volt. De a hosszúsági adatához még körülbelül 200 méter fel nem mért járat tartozik. Ezekkel a méretekkel hazánk negyedik legmélyebb és 26. leghosszabb barlangja volt. 1993-ban készült el ideiglenes lezárása.
1994-ben egy omlás történt benne, amely megakadályozta teljes bejárását. 1994-ben a Miskolci Egyetem Ásvány- és Kőzettan Tanszékén röntgendiffrakciós vizsgálattal elemezték a Heliktites-terem képződményeinek anyagát és megállapították, hogy a heliktitek szálainak anyaga aragonit, töveik pedig réteges eloszlásban kalcit és aragonit anyagúak. 1995. december 11-én Kovács Attila rajzolt barlangtérkép-vázlatot a bejárati aknarendszerről a Fő-ágig az első felmérés poligonjával. 1996. augusztus 3-tól a környezetvédelmi és területfejlesztési miniszter 15/1996. (VII. 26.) KTM rendelete értelmében a Bükk hegység területén lévő Jáspis-barlang fokozottan védett barlang. Fokozottan védett barlang ásványritkaságai miatt lett. 1997-ben a Bükki Nemzeti Park Igazgatóság a Szűkület nevű részig biztonságossá tette bejáratát.
1998. május 14-től a környezetvédelmi és területfejlesztési miniszter 13/1998. (V. 6.) KTM rendelete szerint a Bükki Nemzeti Park Igazgatóság illetékességi területén, a Bükk hegységben található Jáspis-barlang az igazgatóság engedélyével látogatható. 2000-ben történt egy erőszakos behatolási kísérlet a lezárt részen túlra. 2001. május 17-től a környezetvédelmi miniszter 13/2001. (V. 9.) KöM rendeletének értelmében a Bükk hegység területén lévő Jáspis-barlang fokozottan védett barlang. Egyidejűleg a fokozottan védett barlangok körének megállapításáról szóló 1/1982. (III. 15.) OKTH rendelkezés hatályát veszti. Fokozottan védett barlang ásványritkaságai miatt lett.
A 2003-ban megjelent Magyarország fokozottan védett barlangjai című könyvben található barlangismertetés szerint 830 m hosszú, 190 m függőleges kiterjedésű és 160 m vízszintes kiterjedésű. A könyvben lévő, Egri Csaba és Nyerges Attila által készített hosszúsági lista szerint a Bükk hegységben lévő és 5372-100 barlangkataszteri számú, 2002-ben 830 m hosszú Jáspis-barlang Magyarország 33. leghosszabb barlangja 2002-ben. A könyvben található, Egri Csaba és Nyerges Attila által készített mélységi lista szerint a Bükk hegységben lévő és 5372-100 barlangkataszteri számú, 2002-ben 190 m mély Jáspis-barlang Magyarország 4. legmélyebb barlangja 2002-ben. 2005. szeptember 1-től a környezetvédelmi és vízügyi miniszter 22/2005. (VIII. 31.) KvVM rendelete szerint a Bükki Nemzeti Park Igazgatóság működési területén, a Bükk hegységben található Jáspis-barlang a felügyelőség engedélyével látogatható. 2005. szeptember 1-től a környezetvédelmi és vízügyi miniszter 23/2005. (VIII. 31.) KvVM rendelete szerint a Bükk hegységben lévő Jáspis-barlang fokozottan védett barlang.
A 2005-ben kiadott Magyar hegyisport és turista enciklopédia című kiadványban önálló szócikke van a barlangnak. A szócikk szerint a Jáspis-barlang a Bükk hegységben található és ásványritkaságai miatt fokozottan védett természeti érték. A Nagy-fennsíkon lévő Szárdoka-hegy oldalában nyíló, időszakosan aktív Szilfás-nyelő kibontásával a Marcel Loubens Barlangkutató Egyesület 1993-ban tárta fel. Triász mészkőben, jellemzően réteglap mentén keletkeztek járatai. 190 m mélységig hatoló lépcsőzetes aknasorával Magyarország 4. legmélyebb barlangja. Az omlásveszélyes, 820 m-nél hosszabb barlang több pontján gazdag cseppkövekben. Igazi értékét a Bükk hegység területén egyedülálló, kalcit-aragonit anyagú, 50–150 mm-es heliktitképződményei, illetve a víznyelő területéről bekerült, akár több kg-os jáspiskavicsok adják. Engedély és kötéltechnikai eszközök alkalmazása kell a lezárt barlang bejárásához. A Marcel Loubens Barlangkutató Egyesület egyik legjelentősebb feltárása a Jáspis-barlang (1993).
2007. március 8-tól a környezetvédelmi és vízügyi miniszter 3/2007. (I. 22.) KvVM rendelete szerint a Bükki Nemzeti Park Igazgatóság működési területén lévő Bükk hegységben elhelyezkedő Jáspis-barlang az igazgatóság engedélyével tekinthető meg. 2013. július 19-től a vidékfejlesztési miniszter 58/2013. (VII. 11.) VM rendelete szerint a Jáspis-barlang (Bükk hegység, Bükki Nemzeti Park Igazgatóság működési területe) az igazgatóság hozzájárulásával látogatható. 2015. november 3-tól a földművelésügyi miniszter 66/2015. (X. 26.) FM rendelete szerint a Jáspis-barlang (Bükk hegység) fokozottan védett barlang. Legújabb felmérése 2015. december 3-án történt, amelyet Kovács Richárd és Szabó R. Zoltán végzett. Ez csak a barlang egy részére terjedt ki. A felmérés alapján Szabó R. Zoltán szerkesztett és rajzolt egy alaprajzi barlangtérképet keresztmetszetekkel és egy vetített-kiforgatott hosszmetszeti barlangtérképet 2015. decembertől 2016. áprilisig. A barlangtérképek 193,09 méter hosszúságig, 56,97 méter mélységig és 34 méter kiterjedésig ábrázolják a járatokat. 2021. május 10-től az agrárminiszter 17/2021. (IV. 9.) AM rendelete szerint a Jáspis-barlang (Bükk hegység, Bükki Nemzeti Park Igazgatóság működési területe) az igazgatóság engedélyével látogatható. A 13/1998. (V. 6.) KTM rendelet egyidejűleg hatályát veszti.